# مايكل ليدل
مايكل ليدل (بالإنجليزية: Michael Liddle)‏ (مواليد 25 ديسمبر 1989 في لندن - إنجلترا) لاعب كرة قدم أيرلندي ذو أصول إنجليزية يلعب حاليا لصالح نادي الدرجة الممتازة سندرلاند الإنجليزي منذ 2006 في مركز قلب الدفاع كما يجيد اللعب في مركز الظهير الأيسر .

## روابط خارجية
- مايكل ليدل على موقع قاعدة بيانات كرة القدم.إي يو (الإنجليزية)
- مايكل ليدل على موقع Soccerbase.com (لاعب) (الإنجليزية)
- مايكل ليدل على موقع Soccerway.com (الإنجليزية)
- مايكل ليدل على موقع كووورة